# Lomaspilis maculata
Lomaspilis maculata là một loài bướm đêm trong họ Geometridae.